# Tiro nos Jogos Olímpicos de Verão da Juventude de 2018
As competições de tiro nos Jogos Olímpicos de Verão da Juventude de 2018 ocorreram entre 7 e 12 de outubro em um total de seis eventos. As competições aconteceram Polígono de Tiro Esportivo do Parque Sarmiento, localizado em Buenos Aires, Argentina.

## Calendário
| Outubro | 6 | 7 | 8 | 9 | 10 | 11 | 12 | 13 | 14 | 15 | 16 | 17 | 18 |
| ------- | - | - | - | - | -- | -- | -- | -- | -- | -- | -- | -- | -- |
| Tiro    |   | 1 | 1 | 1 | 1  | 1  | 1  |    |    |    |    |    |    |

|  | Dia de competição |  | Dia de final |

## Qualificação
Cada Comitê Olímpico Nacional (CON) pode inscrever no máximo quatro atiradores, um em cada evento. Como país-sede, Argentina recebeu vagas na prova de pistola de ar 10 m masculino e carabina de ar 10 m feminino, entretanto eles declinaram da prova de pistola de ar. Mais 24, seis em cada evento, foram decididas pela Comissão Tripartite. As 54 vagas restantes foram divididas em eventos qualificatórios, nomeados de torneios de qualificação continental.
Para ser elegível a participar da competição os atletas precisavam ser nascidos entre 1 de janeiro de 2000 e 31 de dezembro de 2003. Além disto, todos os atiradores (incluindo anfitriões e convidados) precisavam atingir um índice técnico mínimo (MQS).
- Carabina de ar 10 m masculino: 60 Tiros, Escore of 552 / 580.0
- Pistola de ar 10 m masculino: 60 Tiros, Escore of 540
- Carabina de ar 10 m feminino: 40 Tiros, Escore of 368 / 385.0
- Pistola de ar 10 feminino: 40 Tiros, Escore of 355

O índice técnico mínimo deveria ser atingido entre 1º de abril de 2017 e 23 de julho de 2018 em um evento chancelado pelo ISSF.

### Sumário
| CON                        | Masculino | Masculino | Feminino | Feminino | Atletas |
| CON                        | Carabina  | Pistola   | Carabina | Pistola  | Atletas |
| -------------------------- | --------- | --------- | -------- | -------- | ------- |
| GER Alemanha               | X         | X         | X        | X        | 4       |
| RSA África do Sul          | X         |           |          |          | 1       |
| ARG Argentina              | X         |           | X        |          | 2       |
| ARM Armênia                | X         |           |          |          | 1       |
| AUS Austrália              | X         |           | X        | X        | 3       |
| AUT Áustria                | X         |           |          |          | 1       |
| BAN Bangladesh             | X         |           | X        |          | 2       |
| BLR Bielorrússia           |           | X         |          |          | 1       |
| BEL Bélgica                |           | X         |          |          | 1       |
| BIH Bósnia e Herzegovina   | X         |           |          |          | 1       |
| BUL Bulgária               | X         | X         |          |          | 2       |
| CAN Canadá                 |           | X         |          |          | 1       |
| KAZ Cazaquistão            |           | X         |          |          | 1       |
| CHI Chile                  |           |           | X        |          | 1       |
| CHN China                  | X         |           | X        | X        | 3       |
| COL Colômbia               |           |           |          | X        | 1       |
| KOR Coreia do Sul          |           | X         |          |          | 1       |
| CRO Croácia                |           |           |          | X        | 1       |
| DEN Dinamarca              |           |           | X        |          | 1       |
| EGY Egito                  |           | X         | X        |          | 2       |
| UAE Emirados Árabes Unidos |           |           | X        |          | 1       |
| SLO Eslovênia              |           |           |          | X        | 1       |
| SVK Eslováquia             |           | X         |          |          | 1       |
| ESP Espanha                |           |           |          | X        | 1       |
| FIN Finlândia              |           |           | X        |          | 1       |
| FRA França                 |           |           |          | X        | 1       |
| GEO Geórgia                |           |           |          | X        | 1       |
| GBR Grã-Bretanha           |           | X         |          |          | 1       |
| HUN Hungria                | X         |           |          |          | 1       |
| IND Índia                  | X         | X         | X        | X        | 4       |
| INA Indonésia              | X         |           |          |          | 1       |
| IRI Irã                    | X         | X         |          |          | 2       |
| IRQ Iraque                 |           |           |          | X        | 1       |
| ITA Itália                 |           |           | X        | X        | 2       |
| JPN Japão                  |           |           | X        |          | 1       |
| LAT Letônia                |           | X         |          |          | 1       |
| LTU Lituânia               |           |           |          | X        | 1       |
| MEX México                 | X         | X         | X        | X        | 4       |
| MDA Moldávia               |           | X         |          |          | 1       |
| MGL Mongólia               |           |           | X        |          | 1       |
| MNE Montenegro             | X         |           |          |          | 1       |
| PAK Paquistão              |           |           |          | X        | 1       |
| PER Peru                   | X         |           |          |          | 1       |
| POL Polônia                |           |           | X        |          | 1       |
| CZE Chéquia                |           | X         |          |          | 1       |
| ROU Romênia                |           |           |          | X        | 1       |
| RUS Rússia                 | X         |           | X        | X        | 3       |
| SRB Sérvia                 | X         |           | X        |          | 2       |
| SGP Singapura              |           |           |          | X        | 1       |
| SRI Sri Lanka              | X         |           |          |          | 1       |
| SUI Suíça                  |           | X         |          |          | 1       |
| TPE Taipé Chinês           |           |           | X        |          | 1       |
| TJK Tajiquistão            |           | X         |          |          | 1       |
| THA Tailândia              |           |           |          | X        | 1       |
| TUN Tunísia                |           |           |          | X        | 1       |
| TUR Turquia                |           | X         |          |          | 1       |
| UKR Ucrânia                |           | X         |          |          | 1       |
| UZB Uzbequistão            |           |           | X        |          | 1       |
| Total: 58 CONs             | 20        | 20        | 20       | 20       | 80      |

Carabina de ar 10 m
| Evento                               | Local        | Data                            | Vagas totais | Meninos qualificados                                            | Meninas qualificadas                                 |
| ------------------------------------ | ------------ | ------------------------------- | ------------ | --------------------------------------------------------------- | ---------------------------------------------------- |
| País-sede                            | -            | -                               | 0 \| 1       | -                                                               | ARG Argentina                                        |
| Campeonato Africano de 2017          | Cairo        | 19 de Abril–3 de maio de 2017   | 1            | RSA África do Sul                                               | EGY Egito                                            |
| Campeonato Europeu de 2017           | Baku         | 21 de julho–4 de agosto de 2017 | 3            | HUN Hungria RUS Rússia SRB Sérvia                               | FIN Finlândia GER Alemanha SRB Sérvia                |
| Torneio de Qualificação da Oceania   | Gold Coast   | 27–30 de outubro de 2017        | 1            | AUS Austrália                                                   | AUS Austrália                                        |
| Campeonato Asiático de 2017 (10m)    | Wako         | 6–12 de dezembro de 2017        | 4 \| 3       | BAN Bangladesh CHN China IND Índia IRI Irã                      | CHN China TPE Taipé Chinês IND Índia                 |
| Campeonato Europeu de 2018 (10m)     | Győr         | 16–26 de fevereiro de 2018      | 3            | GER Alemanha BUL Bulgária ARM Armênia                           | RUS Rússia ITA Itália POL Polônia                    |
| Torneio de Qualificação das Américas | Fort Benning | 14 de maio de 2018              | 2            | MEX México ARG Argentina                                        | MEX México CHI Chile                                 |
| Convidados                           | -            | -                               | 6            | BIH Bósnia e Herzegovina                                        | BAN Bangladesh UAE Emirados Árabes Unidos            |
| Realocação                           | -            | -                               | 6            | AUT Áustria INA Indonésia MNE Montenegro PER Peru SRI Sri Lanka | DEN Dinamarca JPN Japão MGL Mongólia UZB Uzbequistão |
| TOTAL                                |              |                                 |              | 20                                                              | 20                                                   |

Pistola de ar 10 m
| Evento                               | Local        | Data                            | Vagas totais | Meninos qualificados                                                                     | Meninas qualificadas                               |
| ------------------------------------ | ------------ | ------------------------------- | ------------ | ---------------------------------------------------------------------------------------- | -------------------------------------------------- |
| País-sede                            | -            | -                               | 0            | ARG Argentina                                                                            | -                                                  |
| Campeonato Africano de 2017          | Cairo        | 19 de abril–3 de maio de 2017   | 1            | EGY Egito                                                                                | TUN Tunísia                                        |
| Campeonato Europeu de 2017           | Baku         | 21 de julho–4 de agosto de 2017 | 3            | BLR Bielorrússia BUL Bulgária GER Alemanha                                               | FRA França ITA Itália RUS Rússia                   |
| Torneio de Qualificação da Oceania   | Gold Coast   | 27–30 de outubro de 2017        | 1            | Realocado*                                                                               | AUS Austrália                                      |
| Campeonato Asiático de 2017 (10m)    | Wako         | 6–12 de dezembro de 2017        | 3 \| 4       | IND Índia IRI Irã KOR Coreia do Sul                                                      | CHN China IND Índia SIN Singapura THA Tailândia    |
| Campeonato Europeu de 2018 (10m)     | Győr         | 16–26 de fevereiro de 2018      | 3            | SUI Suíça UKR Ucrânia CZE Chéquia                                                        | ESP Espanha GER Alemanha GEO Geórgia               |
| Torneio de Qualificação das Américas | Fort Benning | 14 de maio de 2018              | 2            | MEX México CAN Canadá                                                                    | MEX México COL Colômbia                            |
| Convidados                           | -            | -                               | 6            |                                                                                          | IRQ Iraque PAK Paquistão                           |
| Realocação                           | -            | -                               | 6            | BEL Bélgica GBR Grã-Bretanha KAZ Cazaquistão MDA Moldávia SVK Eslováquia TJK Tajiquistão | CRO Croácia LTU Lituânia ROU Romênia SLO Eslovênia |
| TOTAL                                |              |                                 |              | 20                                                                                       | 20                                                 |

- * A vaga ficou em aberto após um atleta convidado não atingir o índice mínimo. Foi realocado como um convite.

## Medalhistas
Masculino
| Evento                       | Ouro                         | Prata                         | Bronze                     |
| ---------------------------- | ---------------------------- | ----------------------------- | -------------------------- |
| Pistola de ar 10 m detalhes  | Chaudhary Saurabh IND Índia  | Sung Yun-ho KOR Coreia do Sul | Jason Solari SUI Suíça     |
| Carabina de ar 10 m detalhes | Grigorii Shamakov RUS Rússia | Shahu Tushar Mane IND Índia   | Aleksa Mitrović SRB Sérvia |

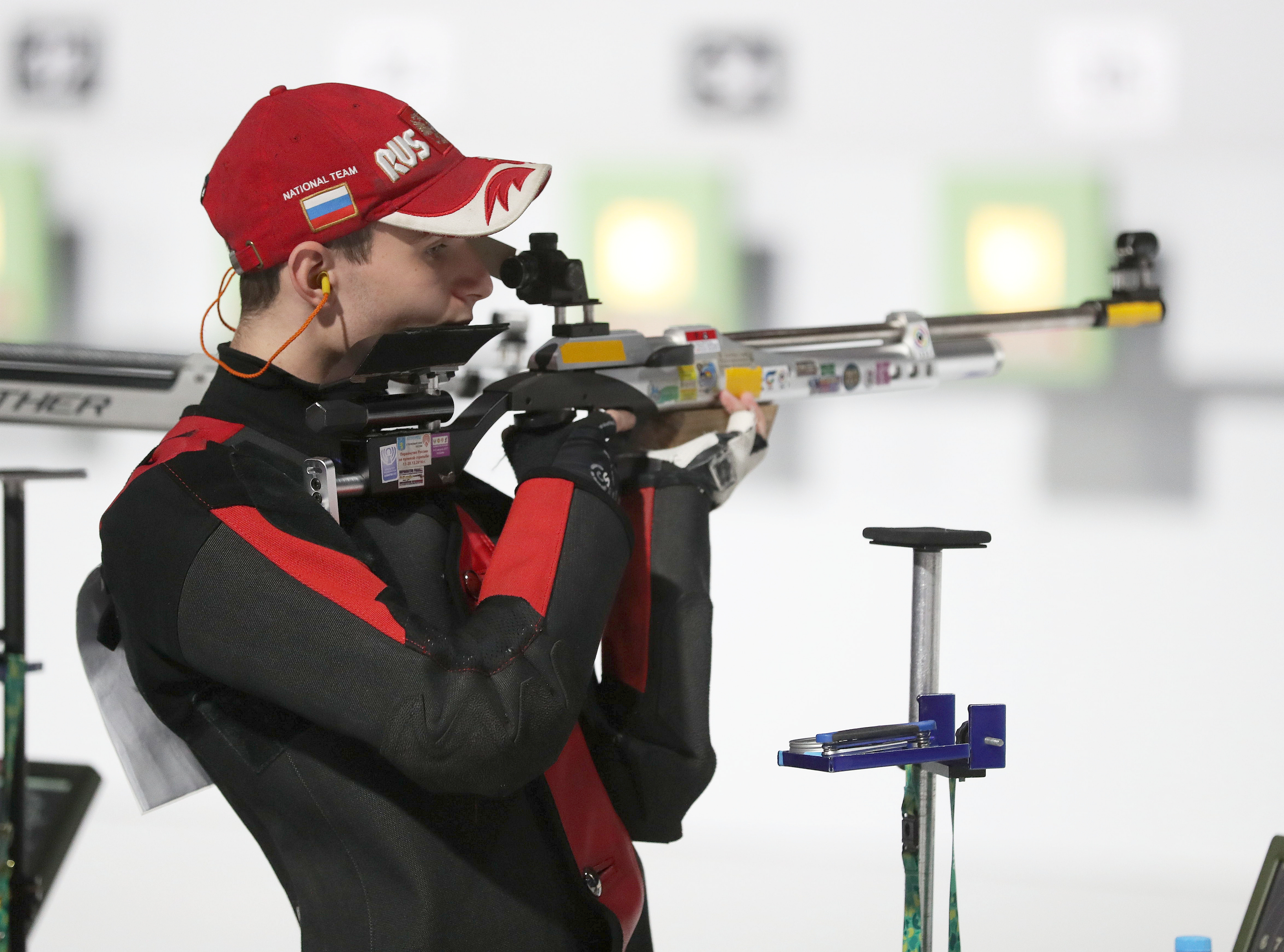
Grigorii Shamakov
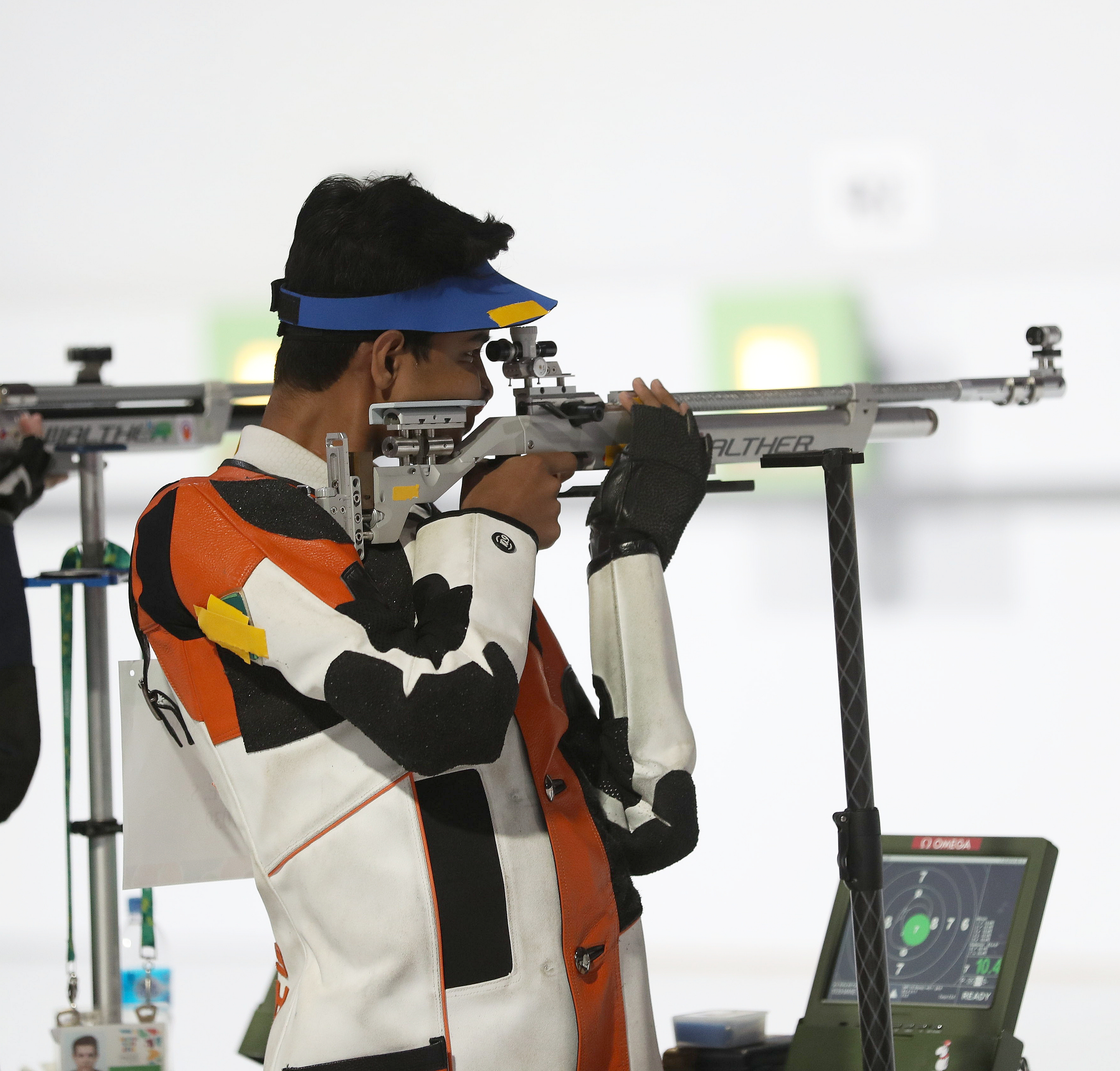
Shahu Tushar Mane
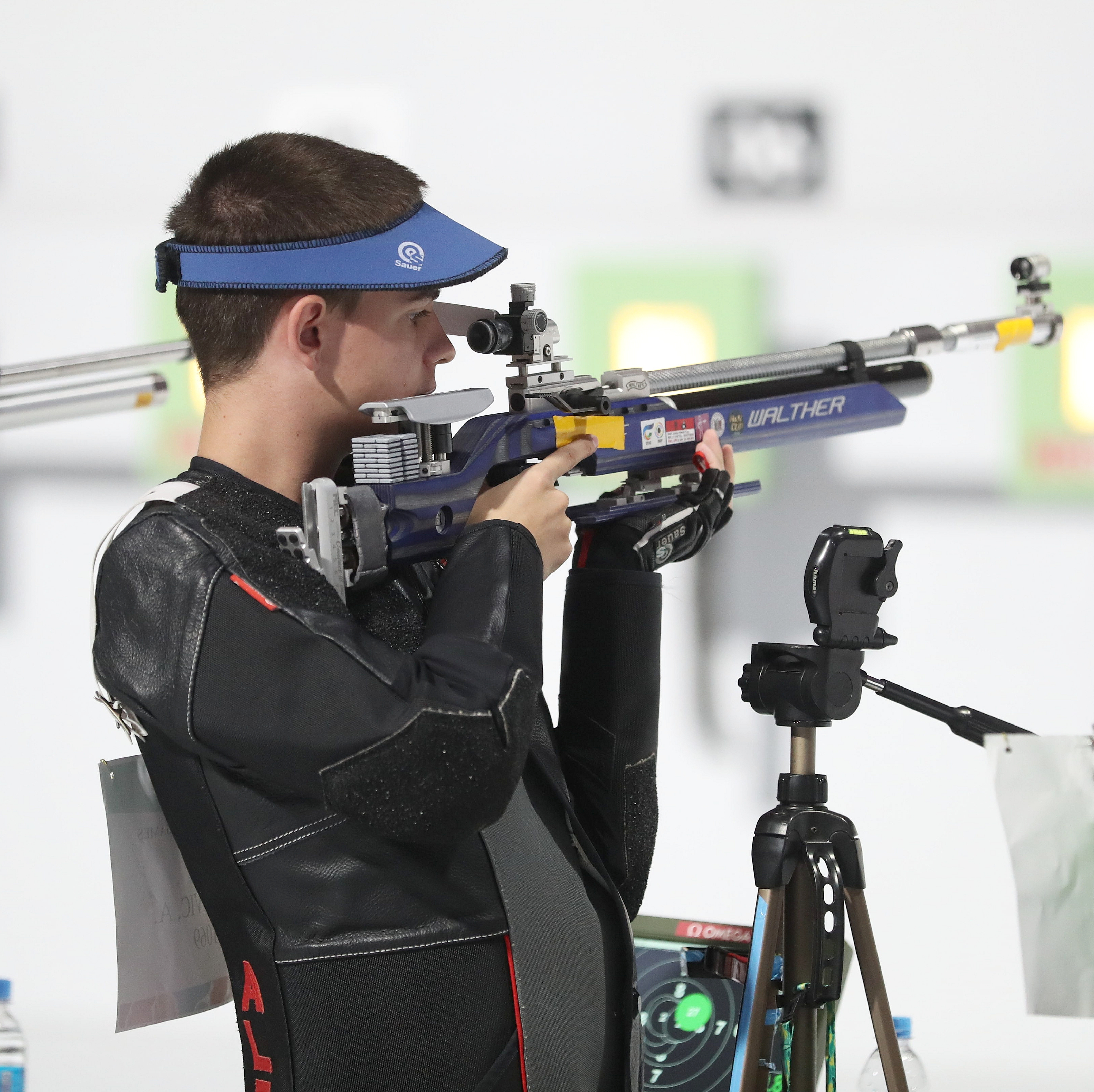
Aleksa Mitrović
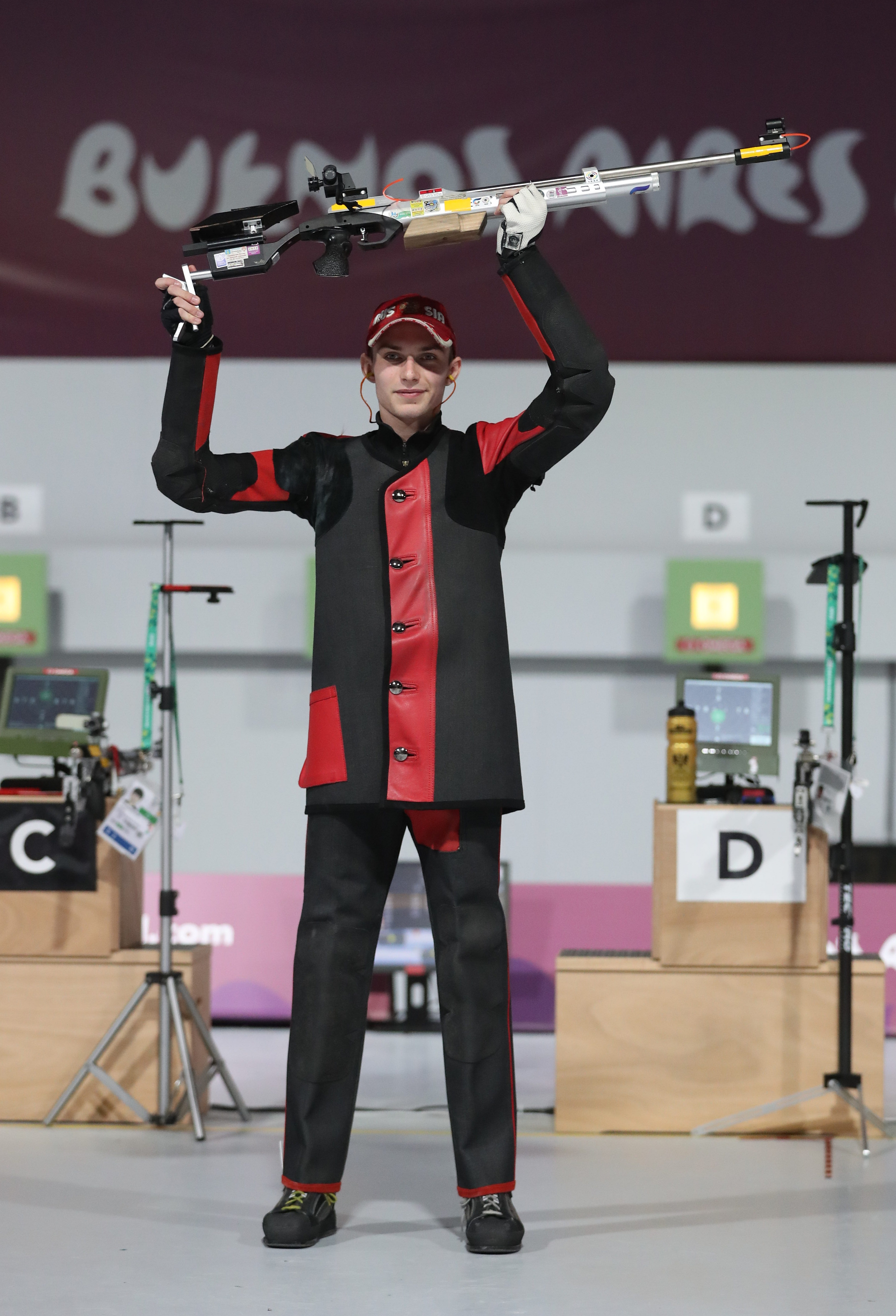
Grigorii Shamakov
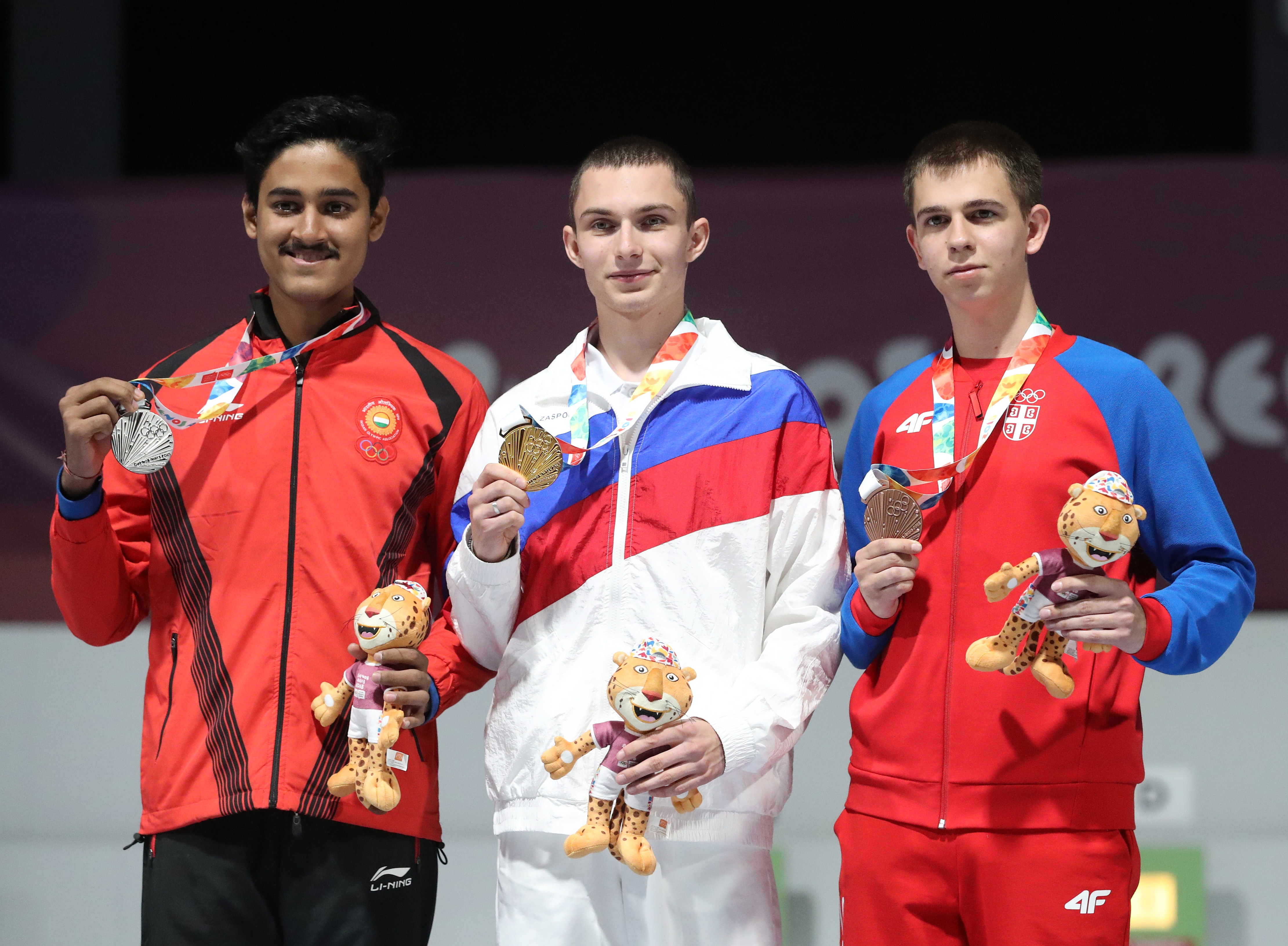
Cerimónia de apresentação

Feminino
| Evento                       | Ouro                              | Prata                  | Bronze                         |
| ---------------------------- | --------------------------------- | ---------------------- | ------------------------------ |
| Pistola de ar 10 m detalhes  | Manu Bhaker IND Índia             | Iana Enina RUS Rússia  | Nino Khutsiberidze GEO Geórgia |
| Carabina de ar 10 m detalhes | Stephanie Grundsoee DEN Dinamarca | Mehuli Ghosh IND Índia | Marija Malić SRB Sérvia        |

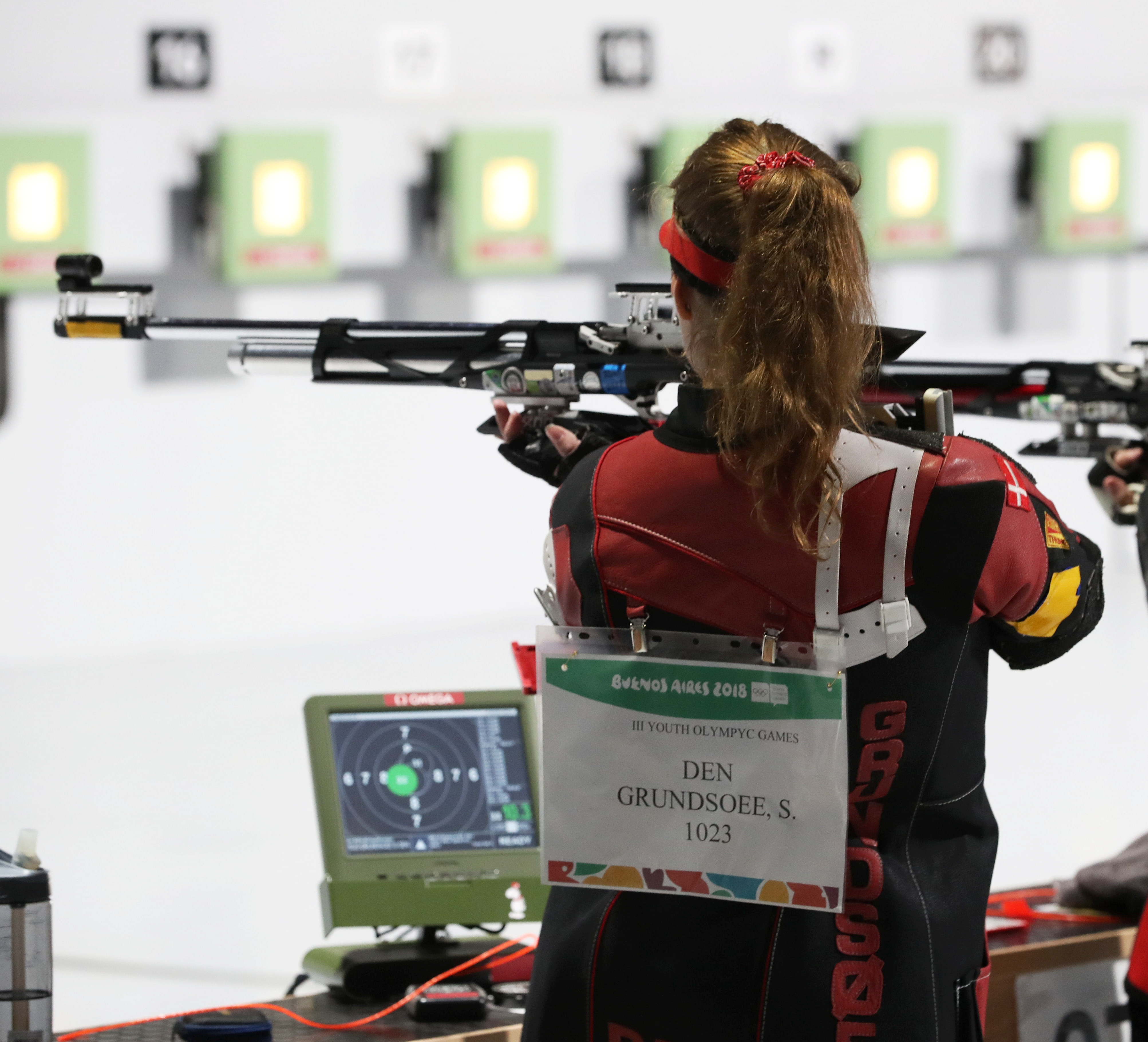
Stephanie Grundsøe
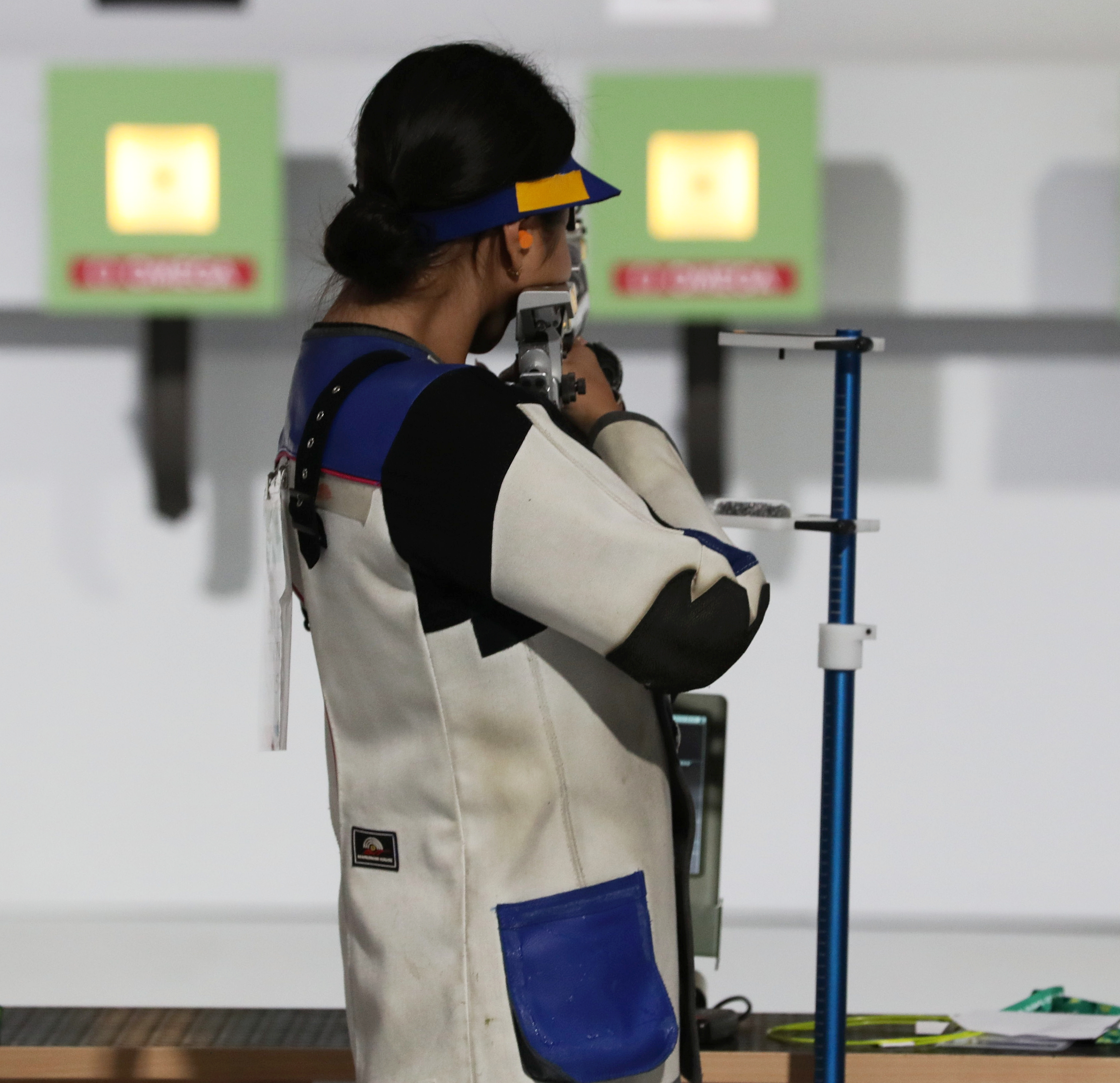
Mehuli Ghosh
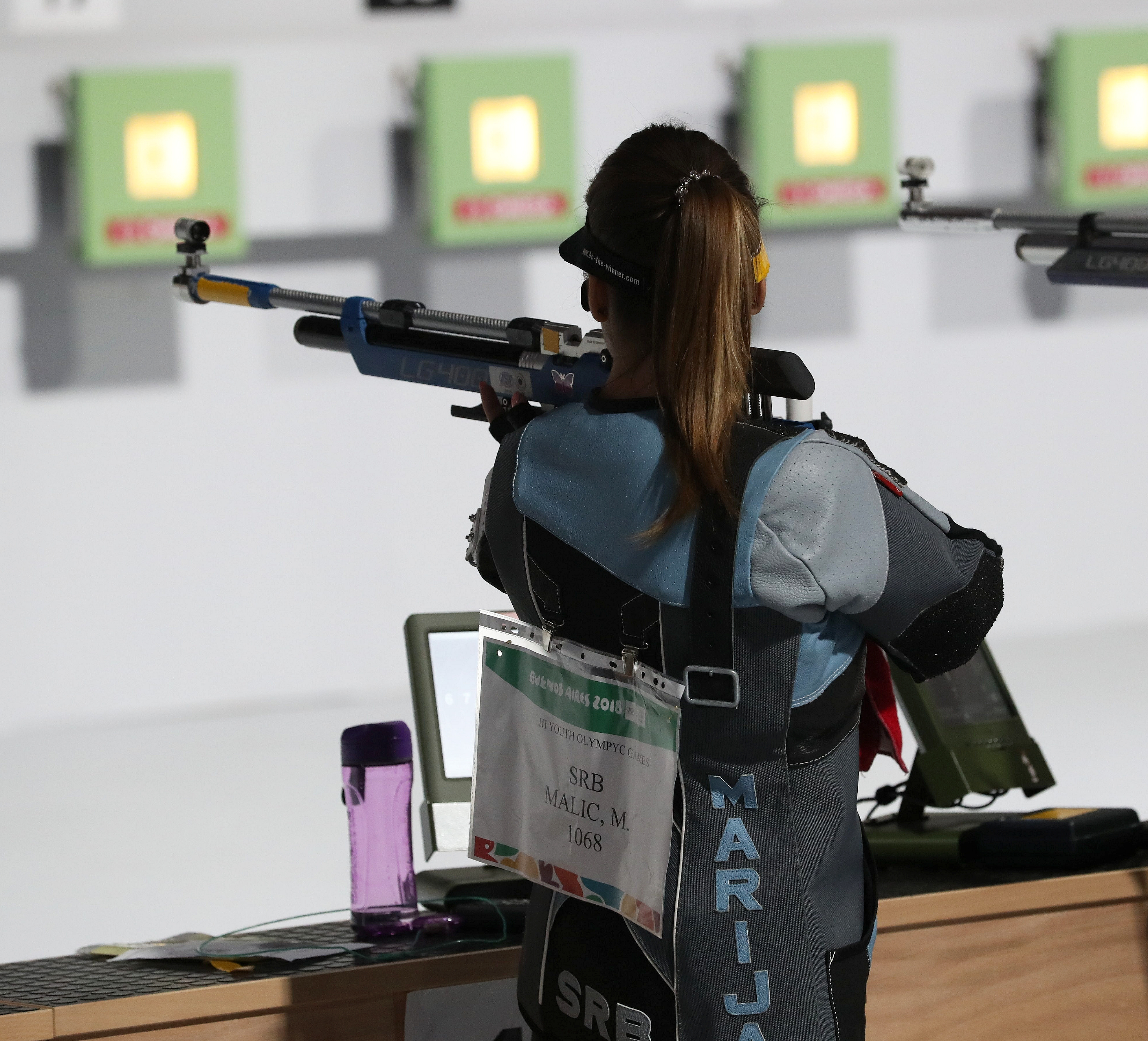
Marija Malić
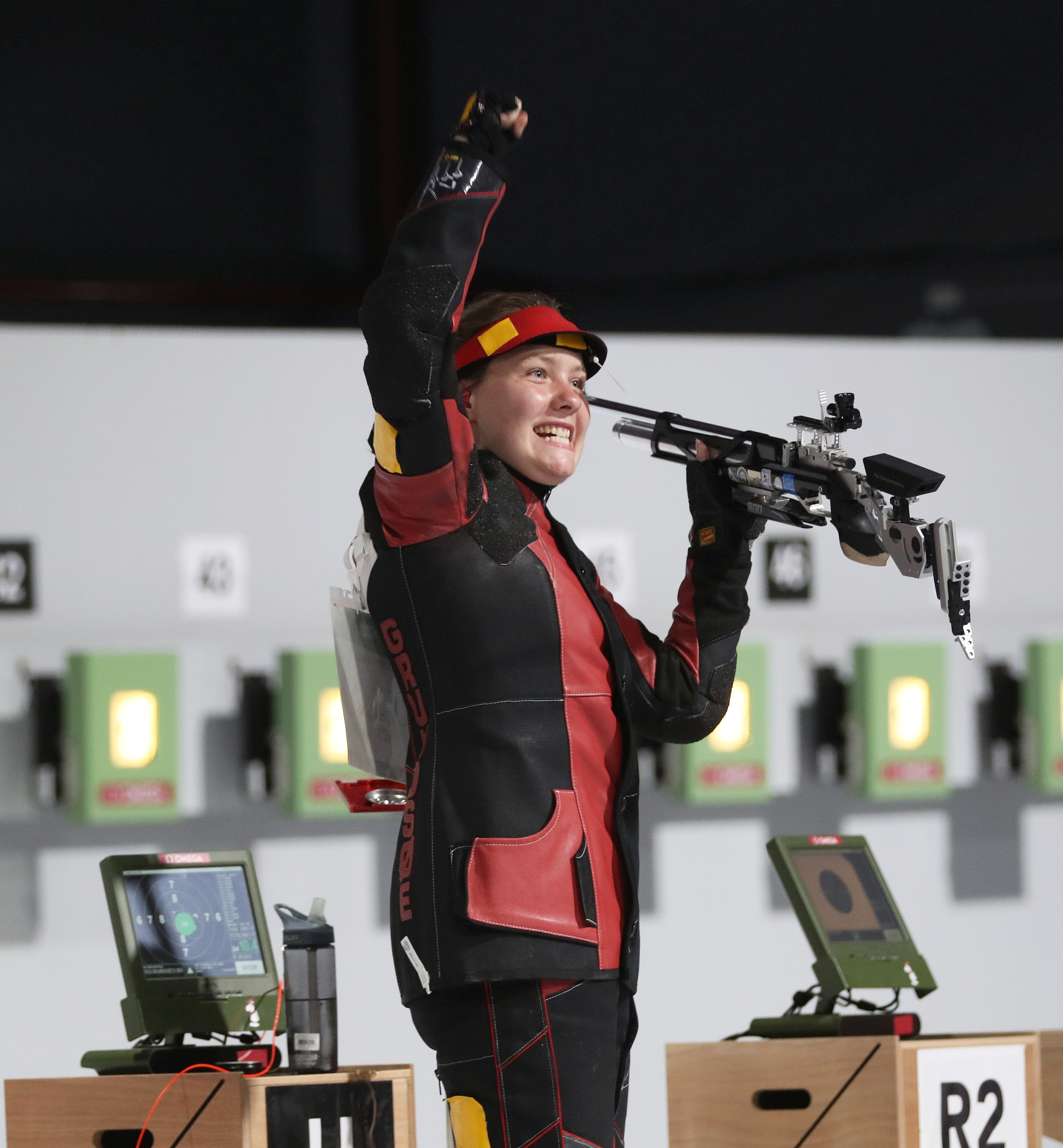
Stephanie Grundsøe
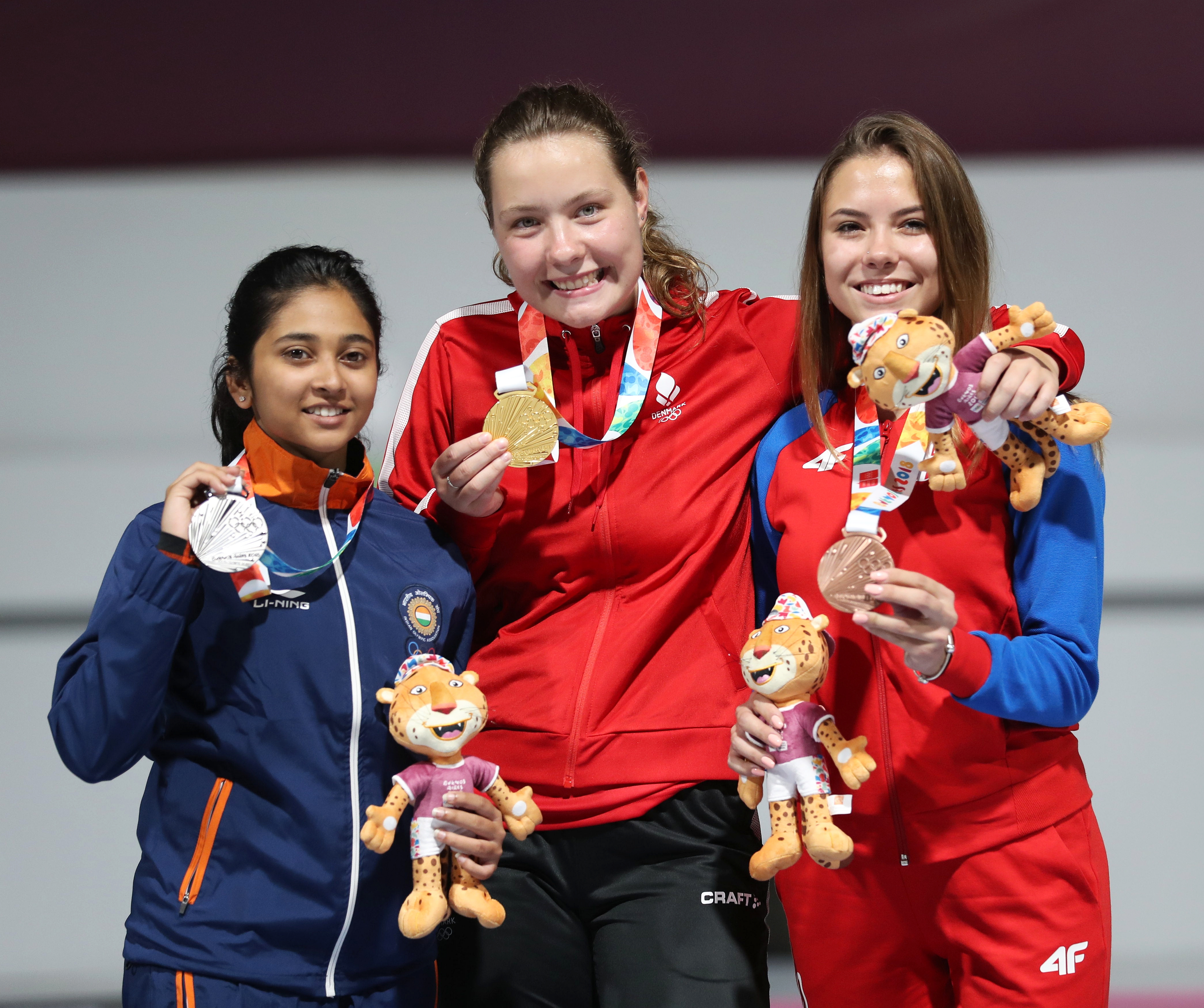
Cerimónia de apresentação

Misto
| Evento                       | Ouro                                                                  | Prata                                                                          | Bronze                                                                   |
| ---------------------------- | --------------------------------------------------------------------- | ------------------------------------------------------------------------------ | ------------------------------------------------------------------------ |
| Pistola de ar 10 m detalhes  | GER Vanessa Seeger BUL Kiril Kirov MIX Equipes de CONs mistos         | IND Manu Bhaker TJK Bezhan Fayzullaev MIX Equipes de CONs mistos               | MEX Andrea Ibarra UKR Dmytro Honta MIX Equipes de CONs mistos            |
| Carabina de ar 10 m detalhes | MGL Enkhmaa Erdenechuluun HUN Zalán Pekler MIX Equipes de CONs mistos | RUS Anastasiia Dereviagina MEX Edson Ismael Ramírez MIX Equipes de CONs mistos | FIN Viivi Natalia Kemppi ARG Facundo Firmapaz MIX Equipes de CONs mistos |

## Quadro de medalhas
| Ordem | País                       | Medalha de ouro | Medalha de prata | Medalha de bronze |    |
| ----- | -------------------------- | --------------- | ---------------- | ----------------- | -- |
| –     | MIX Equipes de CONs mistos | 2               | 2                | 2                 | 6  |
| 1     | IND Índia                  | 2               | 2                |                   | 4  |
| 2     | RUS Rússia                 | 1               | 1                |                   | 2  |
| 3     | DEN Dinamarca              | 1               |                  |                   | 1  |
| 4     | KOR Coreia do Sul          |                 | 1                |                   | 1  |
| 5     | SRB Sérvia                 |                 |                  | 2                 | 2  |
| 6     | GEO Geórgia                |                 |                  | 1                 | 1  |
|       | SUI Suíça                  |                 |                  | 1                 | 1  |
| TOTAL | TOTAL                      | 6               | 6                | 6                 | 18 |